# Crêt de Grison
Pour les articles homonymes, voir Grison.
Le crêt de Grison est un sommet du massif du Jura faisant partie du district franc fédéral du Noirmont et du parc naturel régional Jura vaudois, à Bassins, dans le canton de Vaud en Suisse. Il culmine à 1 324 mètres d'altitude.

## Géographie

### Situation
Le crêt de Grison est situé au nord-ouest de Bassins, sur une ligne de crêtes du massif du Jura axée sud-ouest nord-est, attenant au Plateau suisse. Les eaux de ses versants se déversent dans l'arc lémanique.

### Topographie
Sur son flanc sud-ouest, le crêt de Grison domine de 100 mètres environ la combe de la Valouse et un peu plus loin, de 20 mètres La Vy des Gros. À l'ouest, il surplombe la forêt des Pralets de plus de 20 mètres et est ensuite surplombé par le mont Sâla de plus de 200 mètres. Au nord, son sommet domine de plus de 20 mètres le bois de la Bassine. Sur son flanc nord-est, il domine la combe des Puits d'environ 50 mètres et à l'est, le bois de Penet de plus de 10 mètres.

### Géologie
Le crêt de Grison est principalement constitué de calcaires purbeckien ou urgonien du Malm, du Crétacé et du Quaternaire, ainsi que de quelques niveaux marneux et brécheux. Les combes centrales de la Valouse et des Puits sont constituées de dépôts morainiques surmontant du marno-calcaire du Valanginien et du calcaire du Portlandien. Les crêts et les flancs supérieurs sont constitués à la base de calcaire du Hauterivien et au sommet de calcaire du Barrémien,.
Le crêt de Grison est situé au sud-ouest de la combe axiale du principal anticlinal de la structure plissée du mont Tendre.

## Activités

### Protection de la nature
Le crêt de Grison fait partie du parc naturel régional Jura vaudois et du district franc fédéral du Noirmont (no 30). Cette zone est protégée pour ses pâturages très boisés, afin de préserver le saxifrage bouc, et l'habitat des animaux, afin de maintenir les populations de Grand Tétras et de vipères péliade.

### Tourisme
Le crêt de Grison est entouré par trois chalets d'alpage : au nord-est, l'alpage de La Bassine, où l'on fabrique du fromage AOC ; à l'ouest, la buvette et les dortoirs des Pralets et au sud le chalet du Mondion,.